# Tin Toy
Tin Toy es un cortometraje de Pixar creado en 1988. Ganó un premio Óscar en la categoría de mejor cortometraje animado. En 2003 fue seleccionado para formar parte del National Film Registry («registro nacional de películas») de la Biblioteca del Congreso de Estados Unidos.
El cortometraje inspiró a la película de Pixar, Toy Story, lanzada en (1995), y el personaje de Tin Toy aparece en Toy Story 4 (2019).

## Argumento
Tinny es un juguete recién comprado que llega a una casa, donde ve a un bebé que empieza a romper juguetes. El bebé ve a Tinny y va a por él. Asustado, Tinny empieza a correr por toda la sala huyendo de éste hasta que se esconde debajo del sillón, donde hay muchos otros juguetes que como él se esconden del bebé, asustados de que les pueda romper. Cuando el bebé empieza a llorar, Tinny siente compasión, sale de su escondite y deja que juegue con él. El bebé coge a Tinny y lo agita bruscamente, pero muy pronto deja de jugar con él porque se pone a jugar con otras cosas. Ofendido, Tinny se enfada con el bebé, porque no le hace caso e intenta llamar su atención de todas las formas.